# 대한민국-세르비아 관계
대한민국-세르비아 관계는 대한민국과 세르비아의 관계를 말한다.
대한민국은 세르비아가 유고슬라비아 사회주의 연방공화국이던 1982년에 외교 관계를 수립했고, 이후 세르비아 독립 후 1989년 12월 27일에 외교 관계를 수립했으며, 주세르비아 대한민국 대사관은 세르비아 베오그라드에, 주한 세르비아 대사관은 대한민국 서울특별시에 위치해 있다. 주세르비아 대사관은 몬테네그로 대사관을 겸임하고 있다.

## 같이 보기
- 대한민국의 대외 관계